# Robert Ransom Jr.
Robert Ransom Jr. (12 février 1828 - 14 janvier 1892) est un major général de l'armée des États confédérés lors de la guerre de Sécession. Son frère Matt W. Ransom est aussi un officier général confédéré et sénateur des États-Unis.

## Avant la guerre
Robert Ransom Jr. naît dans le comté de Warren, Caroline du Nord, fils de Robert Ransom Sr. et de Priscilla Whitaker Ransom. Il est diplômé de l'académie militaire de West Point en 1850. Ransom est affecté au 1st dragoons le 1er juillet 1850. Il étudie à l'école de cavalerie de la caserne de Carlisle à Carlisle, Pennsylvania en 1850-51. Le 9 octobre 1851, il est promu second lieutenant. Ransom assure ensuite un service sur la frontière du Nouveau-Mexique entre 1851 et 1854. Ransom se marie avec Minnie Hunt en 1854. Il est instructeur adjoint en tactiques de cavalerie à West Point entre 1854 et 1855. En 1855, il est promu premier lieutenant et est transféré au 1st U.S. Cavalry. Ransom sert en tant qu'adjudant du régiment à Fort Leavenworth, au Kansas de 1855 à 1857, où il prend part à l'expédition contre les Sioux et aux opérations de maintien de l'ordre lors des désordres au Kansas. Les années suivantes, il réalise un service de recrutement et un service à la frontière en Arkansas, au Kansas et dans le Colorado. Il est aussi promu capitaine. Il démissionne le 31 janvier 1861, lors des discussions sur la sécession et la crise régionale qui aboutit à la guerre de Sécession.

## Guerre de Sécession
Il est initialement nommé capitaine dans la cavalerie de Caroline du Nord au début de 1861 et sert avec son régiment dans la Virginie du nord, où il participe à plusieurs escarmouches mineures. Le 13 octobre 1861, il est promu colonel du 1st North Carolina Cavalry. Il commande les forces confédérées lors d'une escarmouche près de Vienna le 26 novembre 1861 et retourne ensuite en Caroline du Nord. Le 1er mars 1862, Ransom est promu brigadier général et combat dans la péninsule, rattaché à la division de Huger.
Il commande sa brigade de Caroline du Nord lors de l'invasion du Maryland en septembre 1862 et participe à la capture de Harpers Ferry et à la bataille d'Antietam. Le 7 novembre 1862, il est placé temporairement au commandement de la division et il la commande lors de la bataille de Fredericksburg, où la division de Ransom défend avec succès Marye's Heights contre les attaques des fédéraux.
En janvier 1863, Ransom et sa brigade sont renvoyés en Caroline du Nord. En mai, il est promu major général et assure ses fonctions autour de Richmond (en), en Virginie-Occidentale et dans le Tennessee de l'Est. En mai 1864, il commande une division sous les ordres du général P.G.T. Beauregard lors de la défense de Drewry's Bluff contre le général de l'Union Benjamin Butler. Il est envoyé pour commander la cavalerie dans la vallée de la Shenandoah lors de l'été 1864, sous le commandement du général Jubal A. Early, où il participe aux batailles de Monocacy Junction et de Fort Stevens.
Il est relevé de son commandement en août 1864 pour raison de maladie et de reprendra jamais un service sur le terrain. Il termine la guerre en servant dans des courts martiales dans des postes administratifs du Kentucky et à Charleston, en Caroline du Sud, avant de se rendre aux troupes fédérales le 2 mai 1865.

## Après la guerre
À la suite de la guerre, il est agent ferroviaire et marshall de la ville à Wilmington, et ensuite devient fermier jusqu'en 1878. Il est ensuite un ingénieur civil chargé des travaux fédéraux de la rivière et du port à New Bern, en Caroline du Nord. En 1881, sa première femme meurt. Le couple a eu neuf enfants. En 1884, il se remarie avec Katherine DeWitt Lumpkin et ils auront trois enfants. Ransom meurt à New Bern en 1892. Il est enterré dans le cimetière de Cedar Grove (en).